# Caccodes subulatus
Caccodes subulatus là một loài bọ cánh cứng trong họ Cantharidae. Loài này được Champion mô tả khoa học năm 1915.